# Liste der Naturdenkmale in Greimersburg
Die Liste der Naturdenkmale in Greimersburg nennt die im Gemeindegebiet von Greimersburg ausgewiesenen Naturdenkmale (Stand 25. März 2024).

## Naturdenkmale
| Nr.         | Bezeichnung | Lage                                        | Beschreibung                   | Bild                                    |
| ----------- | ----------- | ------------------------------------------- | ------------------------------ | --------------------------------------- |
| ND-7135-391 | Zwei Linden | südöstlich des Ortes am Fahrendeierhof Lage | Tilia platiphyllos, zwei Bäume | Direkt Bild zu diesem Denkmal hochladen |